# Kroussa
Kroussa (in greco Κρούσσα?) è un ex comune della Grecia nella periferia della Macedonia Centrale di 6.770 abitanti secondo i dati del censimento 2001.
È stato soppresso a seguito della riforma amministrativa, detta Programma Callicrate, in vigore dal gennaio 2011 ed è ora compreso nel comune di Kilkis.